# Oodera ahoma
Oodera ahoma är en stekelart som först beskrevs av Mani och Kaul 1973.  Oodera ahoma ingår i släktet Oodera och familjen puppglanssteklar. Inga underarter finns listade i Catalogue of Life.